# Mora kommun
Mora kommune ligger i det svenske län Dalarnas län i Dalarna. 
Kommunens administrationscenter ligger i byen  Mora.
Den ligger ved søerne  Siljansøen og Orsasjön hvor Orsälven løber sammen med Österdalälven lige før den løber ud i Siljansøen.

## Byer og landsbyer
Mora kommune havde  i 2005 tolv byer og landsbyer.
Indbyggertal er pr.  31. december 2005.
| #   | By       | Indbyggere |
| --- | -------- | ---------- |
| 1.  | Mora     | 10 940     |
| 2.  | Färnäs   | 957        |
| 3.  | Sollerön | 946        |
| 4.  | Våmhus   | 880        |
| 5.  | Nusnäs   | 724        |
| 6.  | Selja    | 565        |
| 7.  | Östnor   | 523        |
| 8.  | Bonäs    | 458        |
| 9.  | Vinäs    | 331        |
| 10. | Venjan   | 307        |
| 11. | Vattnäs  | 275        |
| 12. | Gesunda  | 235        |

Maleren Anders Zorn var født, og levede i Mora; Der er udstillinger om ham,  både i hans hjem Zorngården og de nærliggende Zornsamlingerne. 